# Eleições parlamentares na Finlândia em 2023
As eleições parlamentares da Finlândia em 2023 ocorreram em 2 de abril. Foram eleitos os 200 membros do Parlamento para o período de 2023 a 2027. Os oposicionistas Partido da Coligação Nacional e o Partido dos Verdadeiros Finlandeses ficaram em primeiro e segundo lugar, respectivamente, enquanto o governista Partido Social Democrata alcançou a terceira colocação. Os cinco partidos governistas e os quatro oposicionistas terminaram com o mesmo número de vagas no Parlamento, divididos igualmente em 100 a 100.
Após as eleições parlamentares de abril de 2019, o Partido Social Democrata, liderado por Antti Rinne, formou um governo com o Partido do Centro, a Aliança dos Verdes, a Aliança de Esquerda e o Partido Popular Sueco, com Rinne atuando como primeiro-ministro. Ainda naquele ano, entretanto, Rinne se envolveu em um escândalo político relacionado com o serviço postal, levando-o a renunciar. A coligação foi preservada, e os sociais-democratas designaram Sanna Marin como sucessora. Naquele momento, Marin se tornou a mais jovem primeira-ministra do mundo. No cargo, concentrou-se em questões relacionadas às mudanças climáticas, enquanto seu governo também enfrentou a pandemia de COVID-19 e a invasão russa da Ucrânia. Como consequência, Marin anunciou em maio de 2022 a candidatura de seu país para ingressar na Organização do Tratado do Atlântico Norte (OTAN). Poucos dias antes da eleição de 2023, o processo de candidatura dos finlandeses foi concluído.
Questões relacionadas à economia, mudanças climáticas e educação foram debatidas durante o período de campanha. As agências de notícias descreveram a eleição como uma disputa acirrada entre o SDP, Partido da Coligação Nacional e o Partido dos Verdadeiros Finlandeses. Durante o período de campanha, Marin expressou seu apoio a maiores gastos com educação e saúde pública, enquanto a Coligação Nacional, liderada por Petteri Orpo, defendeu o equilíbrio econômico, a redução dos gastos com auxílios habitacionais e para desempregados, e a construção de usinas nucleares. Os Verdadeiros Finlandeses fez campanha com uma plataforma anti-imigração e anti-União Europeia, enquanto a Aliança dos Verdes concentrou-se em questões relacionadas à saúde mental e renda básica universal. O Partido do Centro enfatizou a política regional em sua campanha. Durante todo o mês de março de 2023, ocorreram debates entre os representantes partidários. De 22 a 28 de março, os eleitores poderiam votar de modo antecipado.

## Formação de um novo governo

### Negociações

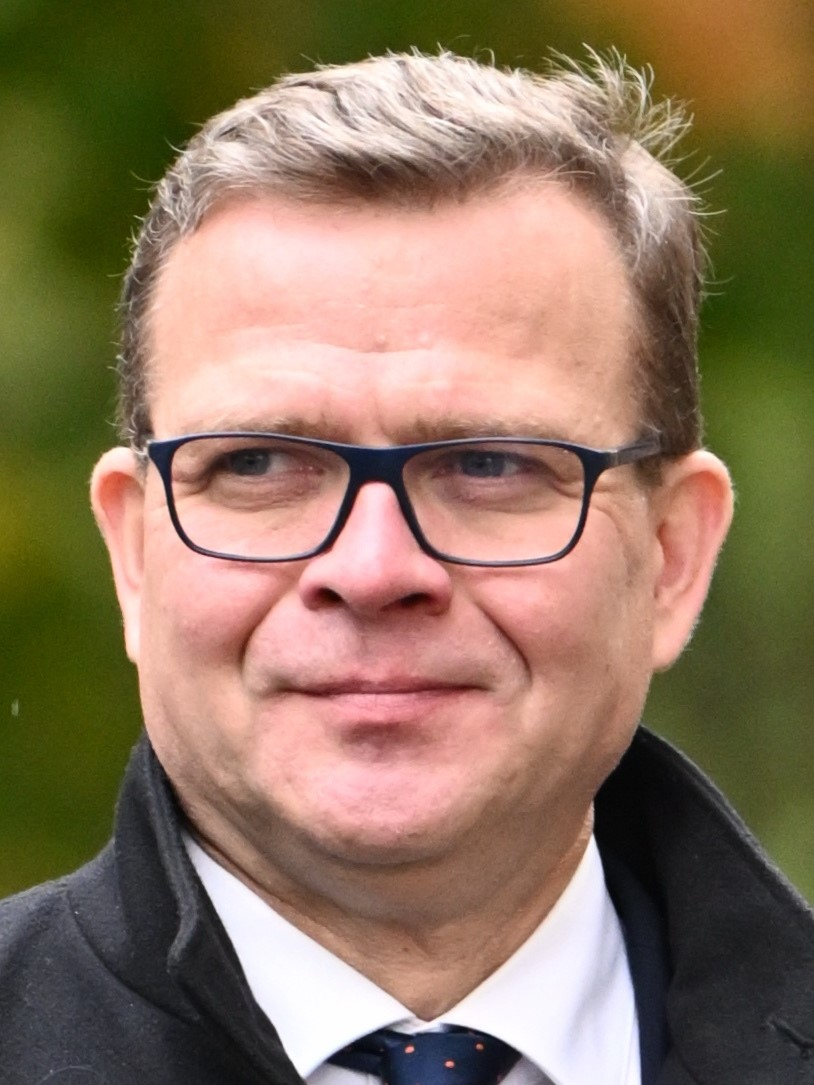
Petteri Orpo (conservador)

Na sequência das negociações para formar um novo governo, a imprensa finlandesa anunciou em finais de abril que os grupos parlamentares tinham designado o líder Petteri Orpo do Partido da Coligação Nacional para iniciar sondagens visando formar um novo governo. A possível coligação governamental seria liderada pelo Partido da Coligação Nacional (conservador), e incluiria o Partido dos Verdadeiros Finlandeses (nacionalista), o Partido Democrata-Cristão e o Partido Popular Sueco, contando assim com uma maioria parlamentar de 108 deputados.
Nesta fase das negociações, o Partido Social Democrata ficaria fora da equação e remetido para a oposição.

Para catapultar o processo, Petteri Orpo enviou anteriormente um questionário com 24 perguntas aos outros grupos parlamentares.

### Acordo preliminar
Em meados de junho, o líder parlamentar Petteri Orpo - designado para tentar formar um novo governo - anunciou que havia um acordo final entre os partidos da futura coligação governamental. O teor do referido acordo ainda não era público, nem a distribuição das pastas entre os partidos participantes. Faltava agora a aprovação do projeto pelos quatro partidos. Quando isso estivesse pronto, a Finlândia tem um novo governo de direita-nacionalistas.

### Divulgado programa de governo
O programa de governo - resultado do acordo entre o Partido da Coligação Nacional (conservador), o Partido dos Verdadeiros Finlandeses (nacionalista), o  Partido Popular Sueco (liberal sueco) e o Partido Democrata-Cristão - tem 259 páginas e foi apresentado oficialmente em 16 de junho no palácio Ständerhuset em Helsínquia. 

### Divulgada distribuição de pastas ministeriais
O governo de Petteri Orpo terá 19 pastas ministeriais, distribuídas pelos membros da coligação:

- Partido da Coligação Nacional (conservador) - 8 (Negócios Estrangeiros, Defesa, Trabalho,...)
- Partido dos Verdadeiros Finlandeses (nacionalista) - 7 (Finanças, Justiça, Migração,...)
- Partido Popular Sueco (liberal sueco) - 2,5 (Ensino, Assuntos Europeus,...)
- Partido Democrata-Cristão - 1,5 (Agricultura e Silvicultura,...)

### Novo governo - aprovado pelo parlamento e empossado pelo presdente
Na manhã do dia 20 de junho, o governo Orpo foi aprovado pelo parlamento finlandês por 107 votos a favor, 81 contra, 0 abstenções e 11 deputados ausentes.
Na tarde do mesmo dia, o dito gabinete foi empossado por Sauli Niinistö, presidente da Finlândia.

## Contexto

### Governo Rinne

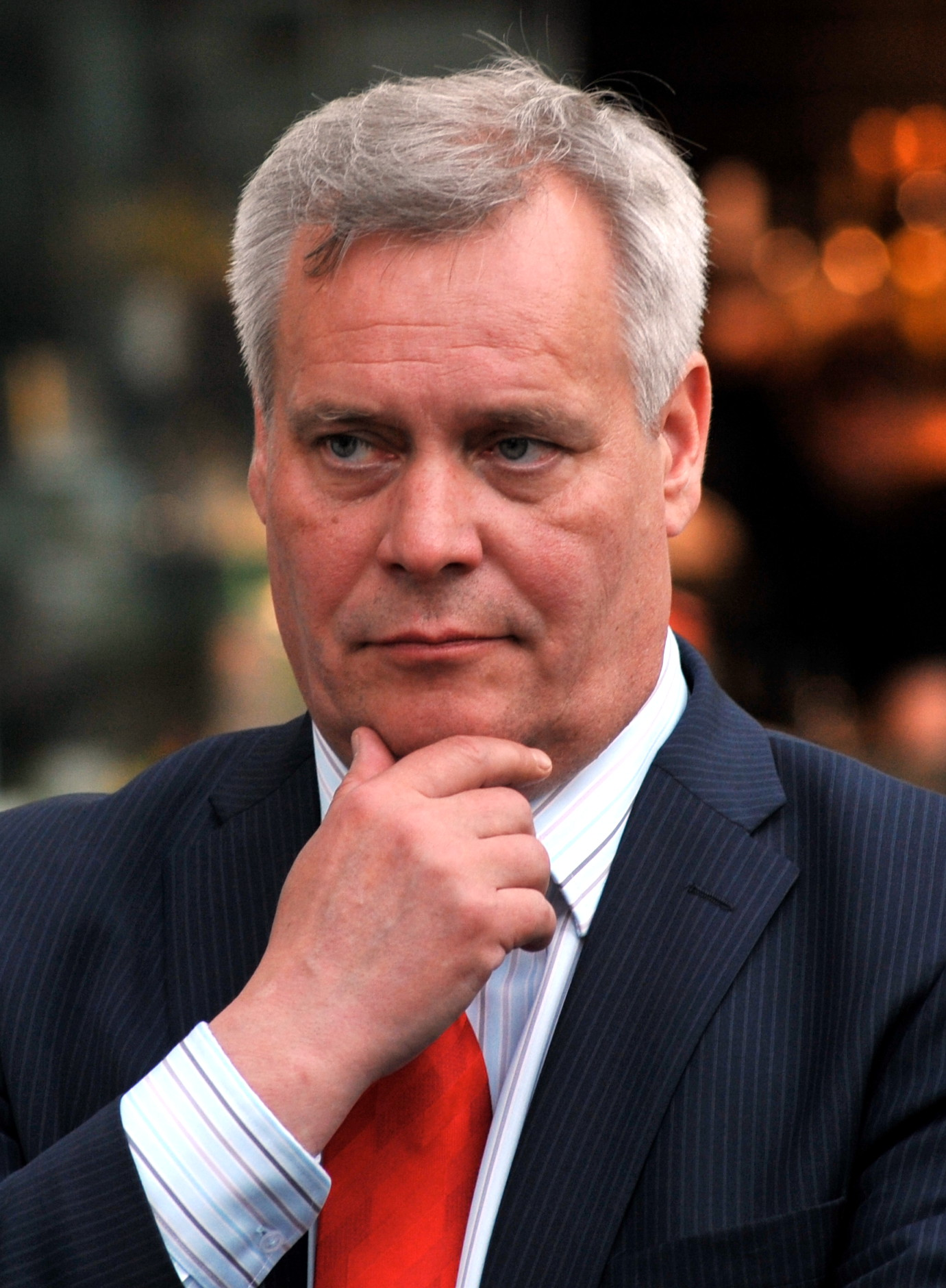
Antti Rinne governou o país em 2019

Nas eleições parlamentares de 2019, o Partido Social Democrata ficou em primeiro lugar, com 17,7% dos votos e 40 cadeiras, sendo seguido pelo Partido dos Verdadeiros Finlandenses, com 17,5% e 39 cadeiras, e o Partido da Coligação Nacional, que recebeu 17% dos votos e elegeu 38 parlamentares. O Partido do Centro, do primeiro-ministro Juha Sipilä, ficou em quarto lugar, perdendo um terço de suas cadeiras e registrando seu pior resultado eleitoral, enquanto a Aliança dos Verdes e a Aliança dos Verdes receberam mais votos do que nas eleições anteriores.
Na primeira vitória eleitoral dos sociais-democratas em vinte anos, o líder do partido, Antti Rinne, conseguiu formar um governo majoritário em 6 de junho, com o apoio de outros quatro partidos: Centro, Aliança dos Verdes, Aliança de Esquerda e Popular Sueco. O Parlamento aprovou sua indicação como primeiro-ministro por 111 votos a favor e 74 contra, e o novo governo contava com uma maioria parlamentar confortável.
Um escândalo político ocorreu no mesmo ano devido às revelações de que a ministra Sirpa Paatero tinha conhecimento de um plano que visava enfraquecer os direitos de trabalhadores dos correios. Paatero renunciou em novembro de 2019, mas Rinne era pressionado por membros de sua coligação, sendo também acusado de ter ciência do plano. Uma das principais parceiras, a vice-primeira-ministra e líder do Partido do Centro, Katri Kulmuni, expressou publicamente sua falta de confiança em Rinne e o pressionou a deixar o cargo. Em 3 de dezembro, Rinne apresentou sua renúncia.

### Governo Marin

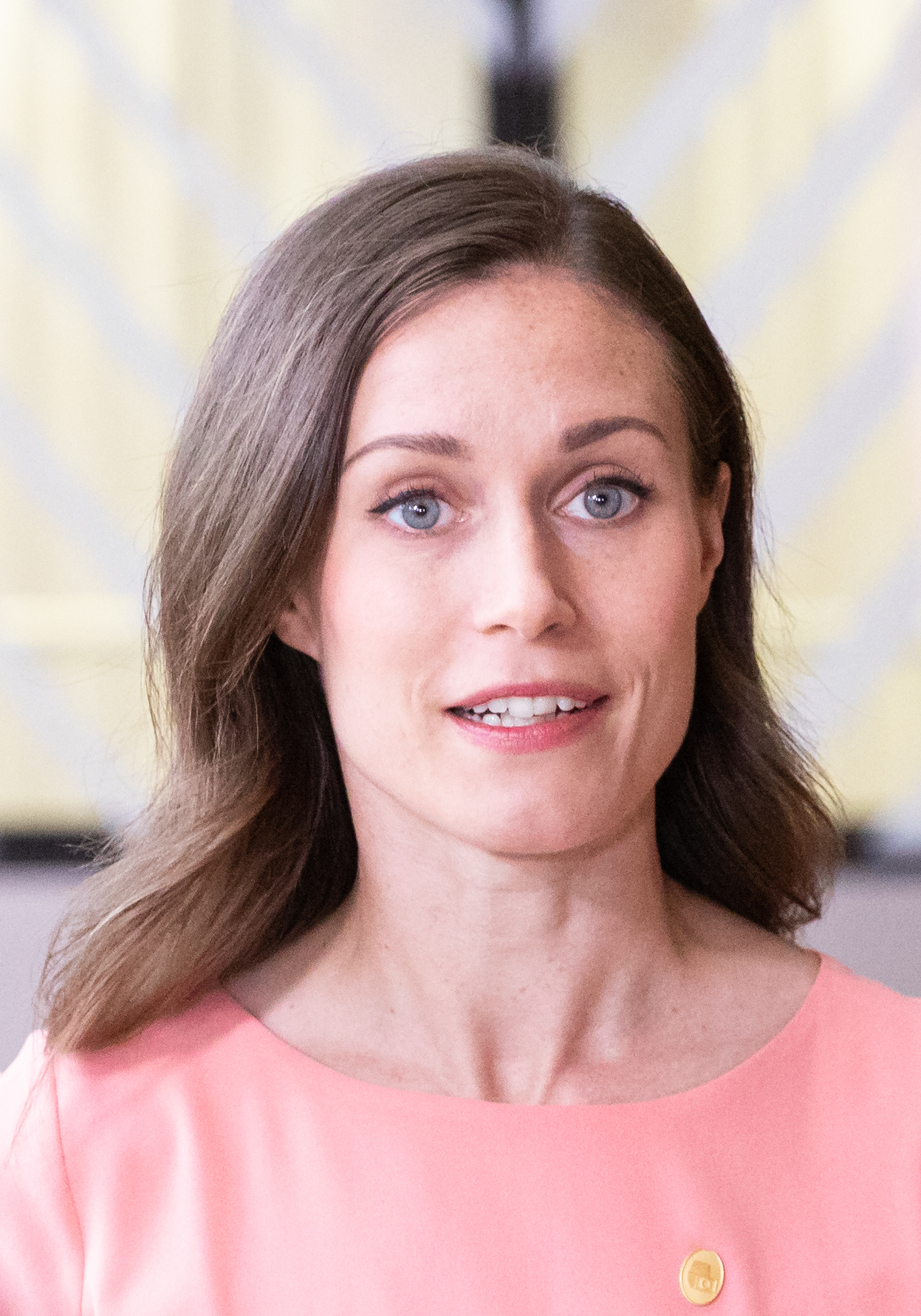
Sanna Marin se tornou primeira-ministra em dezembro de 2019

A ministra dos Transportes, Sanna Marin, substituiu Rinne como primeira-ministra, mantendo a composição da coligação governista. Aos 34 anos de idade, converteu-se na pessoa mais jovem a, naquele momento, governar um país. O governo Marin propôs metas mais ambiciosas para a mudança climática e a proteção ambiental, enquanto visava reduzir as desigualdades sociais e econômicas, inclusive na educação e na saúde. O gabinete Marin foi formado por doze mulheres e sete homens; os cinco partidos políticos da coalizão eram liderados por mulheres.
A pandemia de COVID-19 foi um dos principais desafios de Marin. O governo adotou medidas para liminar a propagação do vírus, abrangendo o fechamento de bares, restaurantes e escolas, assim como restringindo reuniões e apoiando as empresas afetadas. As medidas foram bem recebidas pela população, e o governo desfrutou um aumento em sua popularidade. Marin registrou uma opinião favorável recorde que chegou a 85%. O SDP foi superado pelos Verdadeiros Finlandeses nas pesquisas de opinião após abril de 2021, e a Coligação Nacional se tornou o partido mais popular em julho de 2021.
Em 2022, Marin adotou uma posição firme em resposta à invasão russa da Ucrânia, fornecendo armas à Ucrânia e rompendo a posição histórica de neutralidade da Finlândia. Em maio de 2022, o país pediu para se tornar membro da Organização do Tratado do Atlântico Norte (OTAN), apesar das ameaçadas de autoridades russas. Poucos dias antes das eleições legislativas de 2023, os países integrantes da OTAN aprovaram o ingresso dos finlandeses na organização.

## Sistema eleitoral
Os 200 membros do Parlamento da Finlândia são eleitos através da representação proporcional de lista aberta, sendo alocados de acordo com o Método D'Hondt. Há treze distritos eleitorais e a cada um deles atribui-se uma quantidade de vagas correspondente ao tamanho de suas populações. O mais populoso, o distrito de Uusimaa, escolhe 36 parlamentares. As Ilhas Åland elegem somente um deputado, tendo também seu próprio sistema partidário. De 22 a 28 de março de 2023, os eleitores poderiam votar de forma antecipada.
Para 2023, foi estabelecida a seguinte divisão de parlamentares por distrito:
| N° | Distrito              | Cadeiras |  |
| -- | --------------------- | -------- |  |
| 1  | Helsinki              | 22       |  |
| 2  | Uusimaa               | 36       |  |
| 3  | Sudoeste da Finlândia | 17       |  |
| 4  | Satakunta             | 8        |  |
| 5  | Åland                 | 1        |  |
| 6  | Häme                  | 14       |  |
| 7  | Pirkanmaa             | 19       |  |
| 8  | Sudeste da Finlândia  | 17       |  |
| 9  | Savo-Karelia          | 15       |  |
| 10 | Vaasa                 | 16       |  |
| 11 | Finlândia Central     | 10       |  |
| 12 | Oulu                  | 18       |  |
| 13 | Lapland               | 7        |  |

Já o Parlamento, no momento de sua dissolução, tinha a seguinte composição:
|         |                                     |          |  |  |  |  |
| Partido | Partido                             | Assentos |  |  |  |  |
|         | Partido Social-Democrata            | 40       |  |  |  |  |
|         | Partido dos Verdadeiros Finlandeses | 39       |  |  |  |  |
|         | Partido da Coligação Nacional       | 37       |  |  |  |  |
|         | Partido do Centro                   | 31       |  |  |  |  |
|         | Aliança dos Verdes                  | 20       |  |  |  |  |
|         | Aliança de Esquerda                 | 16       |  |  |  |  |
|         | Partido Popular Sueco               | 10       |  |  |  |  |
|         | Democratas Cristãos                 | 5        |  |  |  |  |
|         | Movimento Agora                     | 1        |  |  |  |  |
|         | O Poder Pertence ao Povo            | 1        |  |  |  |  |

## Partidos e líderes
| Partido | Partido                                    | Ideologia e plataforma | Lema eleitoral                                    | Líder | Líder                |
| ------- | ------------------------------------------ | --- | ------------------------------------------------- | ----- | -------------------- |
|         | Social-Democrata SPD Governista            | Centro-esquerda. Apoia a redistribuição de riqueza dos ricos para os pobres, mais investimentos em serviços públicos e estilos de vida liberais.                             | A coragem de estar ao seu lado                    |       | Sanna Marin          |
|         | Verdadeiros Finlandeses PS Oposicionista   | Nacionalista. Defende uma política restritiva de imigração, o combate consistente ao crime e deseja um Estado-nação forte. De índole nacionalista, se opõe à União Europeia. | Salve a Finlândia!                                |       | Riikka Purra         |
|         | Coligação Nacional Kok Oposicionista       | Conservador liberal. Contrário a regulamentações excessivas dos mercados, favorecendo um comércio mundial livre e cortes de impostos.                                        | Agora é a hora                                    |       | Petteri Orpo         |
|         | Centro Kesk Governista                     | Centrista. Apoia um Estado-nação forte e coloca os interesses econômicos e a estabilidade acima da proteção ambiental.                                                       | Adiante! Responsabilidade por toda a Finlândia    |       | Annika Saarikko      |
|         | Aliança dos Verdes Vihr Governista         | Defende estilos de vida liberais, um mundo aberto sem fronteiras e uma política de imigratória menos restritiva.                                                             | Proteja a vida                                    |       | Maria Ohisalo        |
|         | Aliança de Esquerda Vas Governista         | Esquerda. Busca mais investimentos em serviços públicos, favorece redistribuições financeiras de ricos para pobres e defende estilos de vida liberais.                       | Um amanhã mais justo para todos, não para poucos! |       | Li Andersson         |
|         | Popular Sueco SFP Governista               | Centrista. É um partido reformista que busca promover a igualdade. Almeja representar dos interesses da população de língua sueca na Finlândia.                              | Avançando juntos                                  |       | Anna-Maja Henriksson |
|         | Democrata-Cristão KD Oposicionista         | Centro-direita. Favorece estilos de vida tradicionais, quer um Estado-nação forte e defende o combate consistente ao crime.                                                  | A voz da razão                                    |       | Sari Essayah         |
|         | Movimento Agora LN Oposicionista           | Centro-direita. Descrito como uma "startup política", que apoia uma visão liberal de mercado e adota um caráter reformista.                                                  | Atreva-se a ser diferente                         |       | Hjallis Harkimo      |
|         | O Poder Pertence ao Povo VKK Oposicionista | Extrema-direita. Considerado pró-Rússia e anti-imigração, o VKK se opõe à vacinação contra a COVID-19 e propõe uma "democracia direta" por meio de referendos.               | Reconstruindo uma república soberana              |       | Ano Turtiainen       |

## Campanha

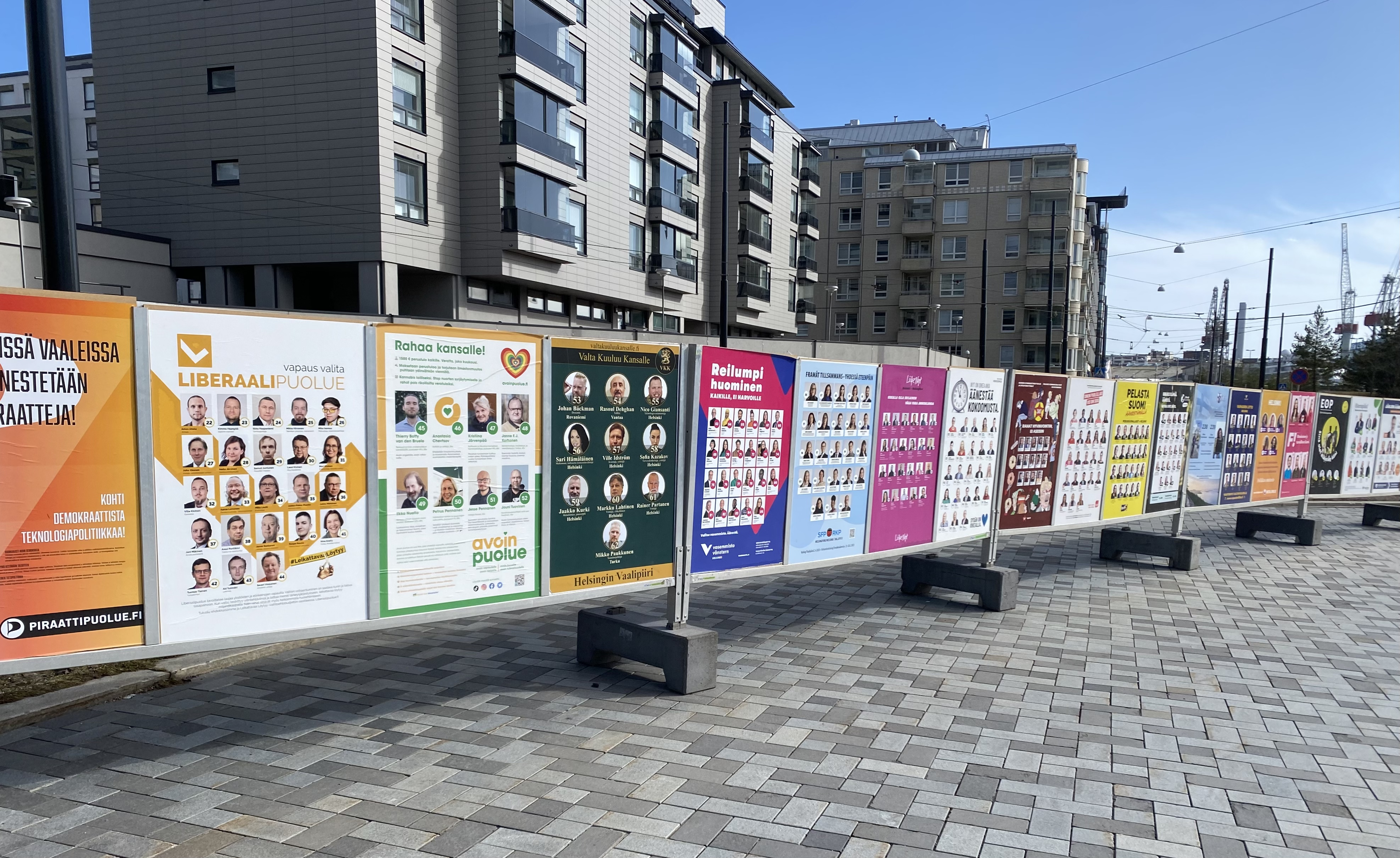
Cartazes de campanha em Helsinque em março de 2023

A emissora Yle considerou que os principais assuntos debatidos durante a campanha eleitoral foram o endividamento do governo, a sustentabilidade das finanças públicas, as mudanças climáticas e o declínio educacional. Paul Kirby, da BBC News, observou que a invasão russa da Ucrânia teve "pouco impacto na campanha" e acrescentou que a disputa se concentrou em questões relacionadas à economia. O Deutsche Welle classificou a escassez de trabalhadores como uma questão-chave, enquanto a Associated Press notou que foram objeto de discussões a economia, as mudanças climáticas, a educação e os benefícios sociais. Markku Jokisipilä, professor assistente da Universidade de Turku, disse que nos debates Marin "se destacou de forma mais vigorosa", enquanto também observou que o Partido dos Verdadeiros Finlandeses teve a presença mais forte nas redes sociais. Teivo Teivainen, professor da Universidade de Helsinki, disse que o principal problema para os oponentes do SDP era o gasto público. As agências de notícias descreveram a eleição como uma disputa acirrada entre o SDP, o Partido da Coligazão Nacional e o Partido dos Verdadeiros Finlandeses.
O Partido dos Verdadeiros Finlandeses, que fez campanha com uma plataforma anti-imigração e anti-UE, frisou como prioridade reduzir a imigração de países não pertencentes à União Europeia, enquanto Petteri Orpo, líder do Partido da Coaligação Nacional, propôs a redução dos gastos com benefícios habitacionais e para desempregados. Durante a campanha, Orpo prometeu propiciar o crescimento econômico, o equilíbrio das finanças, a "construção da relação OTAN-Finlândia" e a construção de usinas nucleares. Riikka Purra, líder do Partido dos Verdadeiros Finlandeses, pediu austeridade e disse que "também queremos endurecer nossa atitude em relação à União Europeia", enquanto afirmou que o partido atrasaria a meta de neutralidade de carbono introduzida pelo governo de Marin. Marin permaneceu crítica aos partidos de direita, afirmando que oferecem "uma alternativa que torna a vida miserável para todos nós, corta serviços, meios de subsistência para os mais pobres"; também afirmou seu apoio aos gastos com educação e saúde pública, dizendo que isso ajudaria a Finlândia a evitar a solicitar empréstimos. A campanha da Aliança dos Verde se concentrou nos serviços de saúde mental e na renda básica universal, enquanto o Partido do Centro focou em temas regionais.

## Pesquisas de opinião

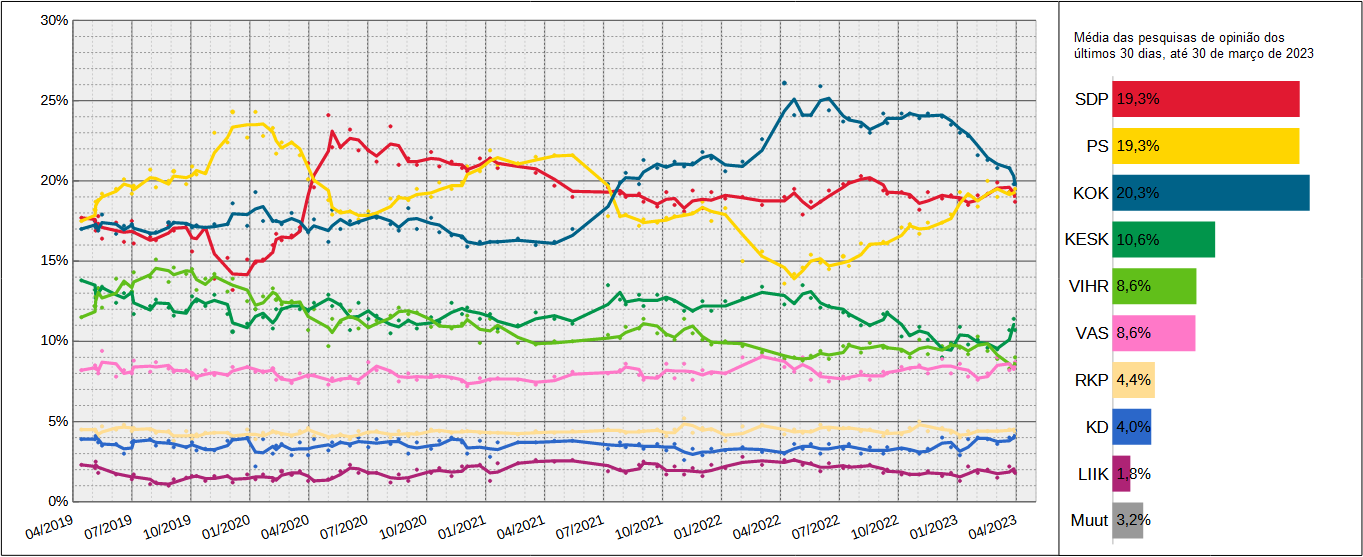
Pesquisas de opinião para as eleições parlamentares da Finlândia em 2023

## Resultados

Composição do Parlamento eleito

| Bloco    | Votos     | %     | Assentos | +/- |
| -------- | --------- | ----- | -------- | --- |
| Oposição | 1 470 309 | 47,54 | 100      | 16  |
| Governo  | 1 534 614 | 49,63 | 100      | 16  |

| Partido                 | Partido                             | Votos                 | %                     | +/-                   | Deputados             | +/-                   |
| ----------------------- | ----------------------------------- | --------------------- | --------------------- | --------------------- | --------------------- | --------------------- |
|                         | Partido da Coligação Nacional       | 643 877               | 20,82 / 100,0         | 3,82                  | 48 / 200              | 10                    |
|                         | Partido dos Verdadeiros Finlandeses | 620 102               | 20,05 / 100,0         | 2,57                  | 46 / 200              | 7                     |
|                         | Partido Social-Democrata            | 616 218               | 19,93 / 100,0         | 2,20                  | 43 / 200              | 3                     |
|                         | Partido do Centro                   | 349 362               | 11,30 / 100,0         | 2,46                  | 23 / 200              | 8                     |
|                         | Aliança dos Verdes                  | 217 426               | 7,03 / 100,0          | 4,46                  | 13 / 200              | 7                     |
|                         | Aliança de Esquerda                 | 218 290               | 7,06 / 100,0          | 1,11                  | 11 / 200              | 5                     |
|                         | Partido Popular Sueco               | 133 318               | 4,31 / 100,0          | 0,22                  | 9 / 200               | Estável               |
|                         | Partido Democrata-Cristão           | 131 368               | 4,25 / 100,0          | 0,35                  | 5 / 200               | Estável               |
|                         | Movimento Agora                     | 74 962                | 2,42 / 100,0          | 0,17                  | 1 / 200               | Estável               |
|                         | Outros (com menos de 1,00%)         | 87 495                | 2,83 / 100,0          | 0,48                  | 1 / 200               | 1                     |
| Votos Inválidos         | Votos Inválidos                     | 16 119                | 0,58 / 100,0          |                       |                       |                       |
| Total                   | Total                               | 3 108 537             | 100,0 / 100,0         |                       | 200 / 200             |                       |
| Eleitorado/Participação | Eleitorado/Participação             | 4 277 487             | 72,67 / 100,0         | 0,17                  |                       |                       |
| Fonte                   | Fonte                               | Ministério da Justiça | Ministério da Justiça | Ministério da Justiça | Ministério da Justiça | Ministério da Justiça |